# Fabronia trichophylla
Fabronia trichophylla là một loài Rêu trong họ Fabroniaceae. Loài này được Müll. Hal. ex Brizi mô tả khoa học đầu tiên năm 1893.